# Watilakas
Watilakas (gr. "Βαθύλακας", tur. Derince) – wieś na Cyprze, w dystrykcie Famagusta. 
De facto jest pod kontrolą Cypru Północnego. Położona jest na półwyspie Karpas.